# SN 2007on
SN 2007on – supernowa typu Ia odkryta 5 listopada 2007 roku w galaktyce NGC 1404. W momencie odkrycia miała maksymalną jasność 14,90m.